# Петрашівська сільська рада (Герцаївський район)
Петраші́вська сільська́ ра́да — адміністративно-територіальна одиниця та орган місцевого самоврядування в Герцаївському районі Чернівецької області. Адміністративний центр — село Петрашівка.

## Загальні відомості
- Населення ради: 2 008 осіб (станом на 2001 рік)

## Населені пункти
Сільській раді підпорядковані населені пункти:
- с. Петрашівка

## Склад ради
Рада складається з 16 депутатів та голови.
- Голова ради:
- Секретар ради: Мурару Марія Костянтинівна

### Керівний склад попередніх скликань
| Прізвище, ім'я, по батькові | Основні відомості                                                 | Дата обрання | Дата звільнення |
| --------------------------- | ----------------------------------------------------------------- | ------------ | --------------- |
| Олару Лілія Георгіївна      | Сільський голова, 1968 року народження, освіта вища, позапартійна | 26.03.2006   | 31.10.2010      |
| Олару Лілія Георгіївна      | Сільський голова, 1968 року народження, освіта вища, позапартійна | 31.10.2010   | 29.08.2014      |

Примітка: таблиця складена за даними сайту Верховної Ради України